# Aeródromo de Pinotepa Nacional
El Aeródromo de Pinotepa Nacional (Código DGAC:MCN) o Aeródromo de Mancuernas es un pequeño aeropuerto ubicado al sur del poblado de Mancuernas, unos 7 kilómetros al noroeste de Pinotepa Nacional, Oaxaca y que es operado por el ayuntamiento de Pinotepa Nacional. Cuenta con una pista de aterrizaje de 1,195 metros de largo y 17 metros de ancho con gotas de viraje en ambas cabeceras además de una plataforma de aviación de 1,200 metros cuadrados (30 m x 40 m). La pista de aterrizaje tiene una inclinación de 0.67°, pues la cabecera 10 se encuentra a 247 m s. n. m. mientras que la cabecera 28 se encuentra a 261 m s. n. m.
Fue construido en el 2005 con el fin de proporcionar apoyo durante contingencias y desastres naturales, sin embargo fue hasta 2009 cuando se pudo poner en operación debido a que no cumplía con algunas características requeridas por la DGAC, y en ese mismo año se propuso dar capacidad al aeródromo para atender vuelos comerciales, pues ello traería mayor desarrollo a los habitantes de la zona. Actualmente el aeródromo solo se utiliza con fines de aviación general.